# Kubota Akira
Akira Kubota (sinh ngày 12 tháng 4 năm 1973) là một cầu thủ bóng đá người Nhật Bản.

## Sự nghiệp câu lạc bộ
Akira Kubota đã từng chơi cho Gamba Osaka và Kyoto Purple Sanga.